# Pillaton
Pillaton – wieś w Anglii, w Kornwalii. Leży 96 km na północny wschód od miasta Penzance i 316 km na zachód od Londynu. Pillaton jest wspomniana w Domesday Book (1086) jako Piletone/Piletona.